# Ahmed Gaâloul
Ne doit pas être confondu avec Adel Gaâloul.
Ahmed Gaâloul (arabe : أحمد قعلول), né en juillet 1966 à Nabeul, est un homme politique tunisien. Il exerce la fonction de ministre de la Jeunesse et des Sports en 2020.

## Biographie
Titulaire d'un diplôme en philosophie de l'université Mohammed-V de Rabat et d'un master en études islamiques de la School of Oriental and African Studies à Londres, Gaâloul est le conseiller chargé du dossier de la jeunesse et des sports auprès du chef du gouvernement tunisien entre 2012 et 2014.
Entraîneur de taekwondo, il a occupé le poste de président de la Fédération tunisienne de taekwondo et a été membre du comité d'éthique de la Fédération mondiale de taekwondo.
Ahmed Gaâloul est membre du bureau exécutif d'Ennahdha. Il occupe du 5 novembre 2018 au 13 novembre 2019 le poste de secrétaire d'État auprès de la ministre de la Jeunesse et des Sports, avant d'être nommé ministre de plein droit le 27 février 2020 dans le gouvernement d'Elyes Fakhfakh.